# Diriá
Diriá é um município da Nicarágua, situado no departamento de Granada. Tem 26 km² de área e sua população em 2020 foi estimada em 7.178 habitantes.